# Arc de choc

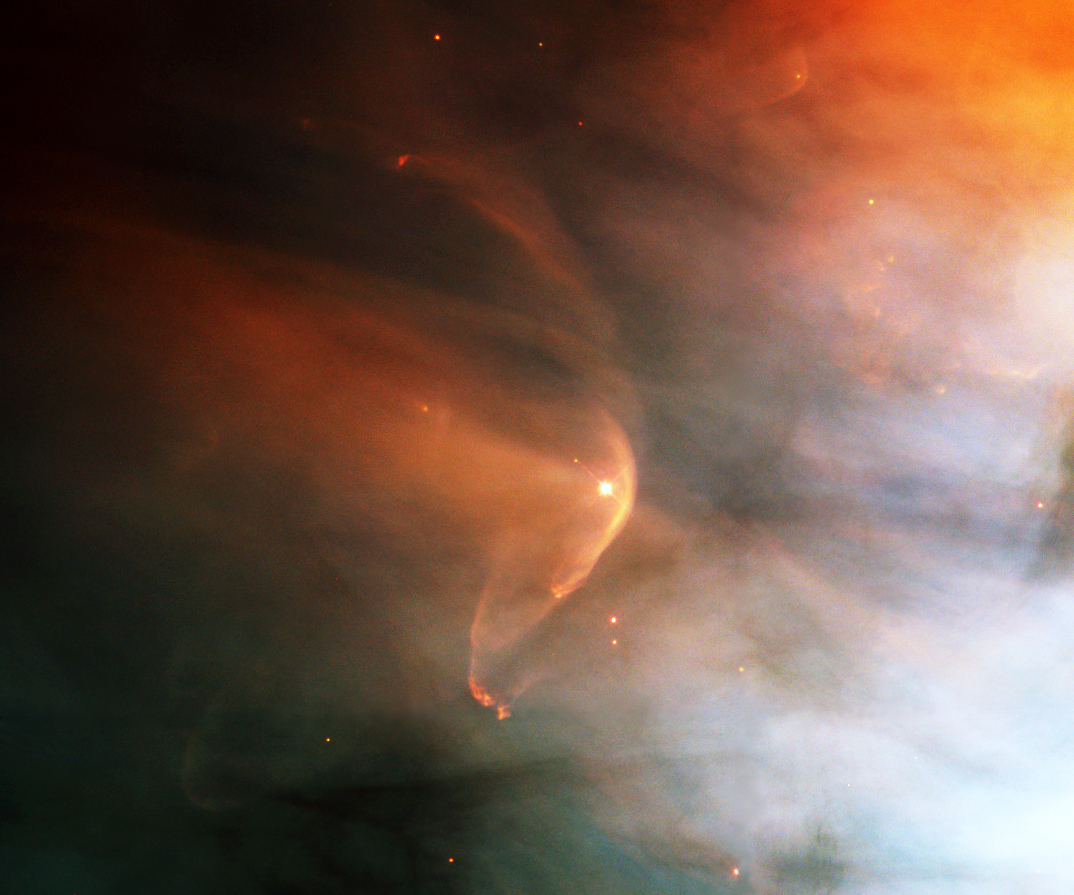
LL Ori, arc de choc dans la nébuleuse d'Orion.

En astronomie, un arc de choc (bow shock en anglais) est la zone située entre la magnétosphère et le milieu. Pour les étoiles, ceci est typiquement la frontière entre leur vent stellaire et le milieu interstellaire. Pour une magnétosphère planétaire, l’arc de choc est la frontière à laquelle la vitesse du vent solaire baisse brusquement à la suite de son approche de la magnétopause.
L'arc de choc le plus connu et étudié est celui produit par le vent solaire sur la magnétopause de la Terre. Il possède une épaisseur de 17,3 km et est situé à environ 90 000 km de la surface terrestre.
Les arcs de choc interviennent également dans la physique des objets Herbig-Haro.

## Observation

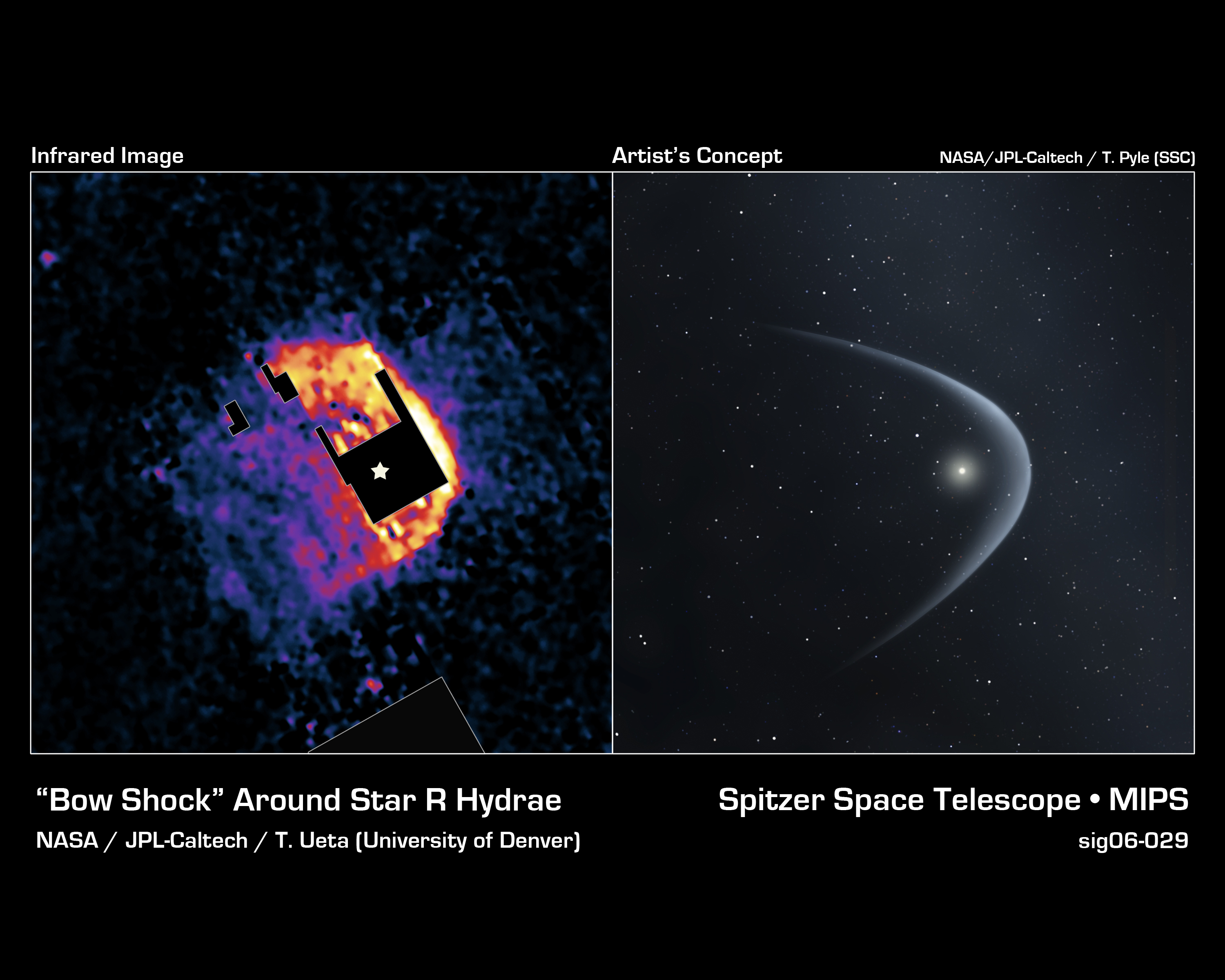
Arc de choc autour de R Hydrae.

En 2006, une onde de choc a été observée autour de l'étoile R Hydrae dans l'infrarouge lointain .

## Système solaire
On croyait longtemps que l'arc de choc entre la magnétosphère du Soleil et le milieu interstellaire se produirait à une distance estimée à 230 unités astronomiques. Or en 2012 on découvrit que cet arc de choc n'existe pas.